# Stele Adıyaman 1

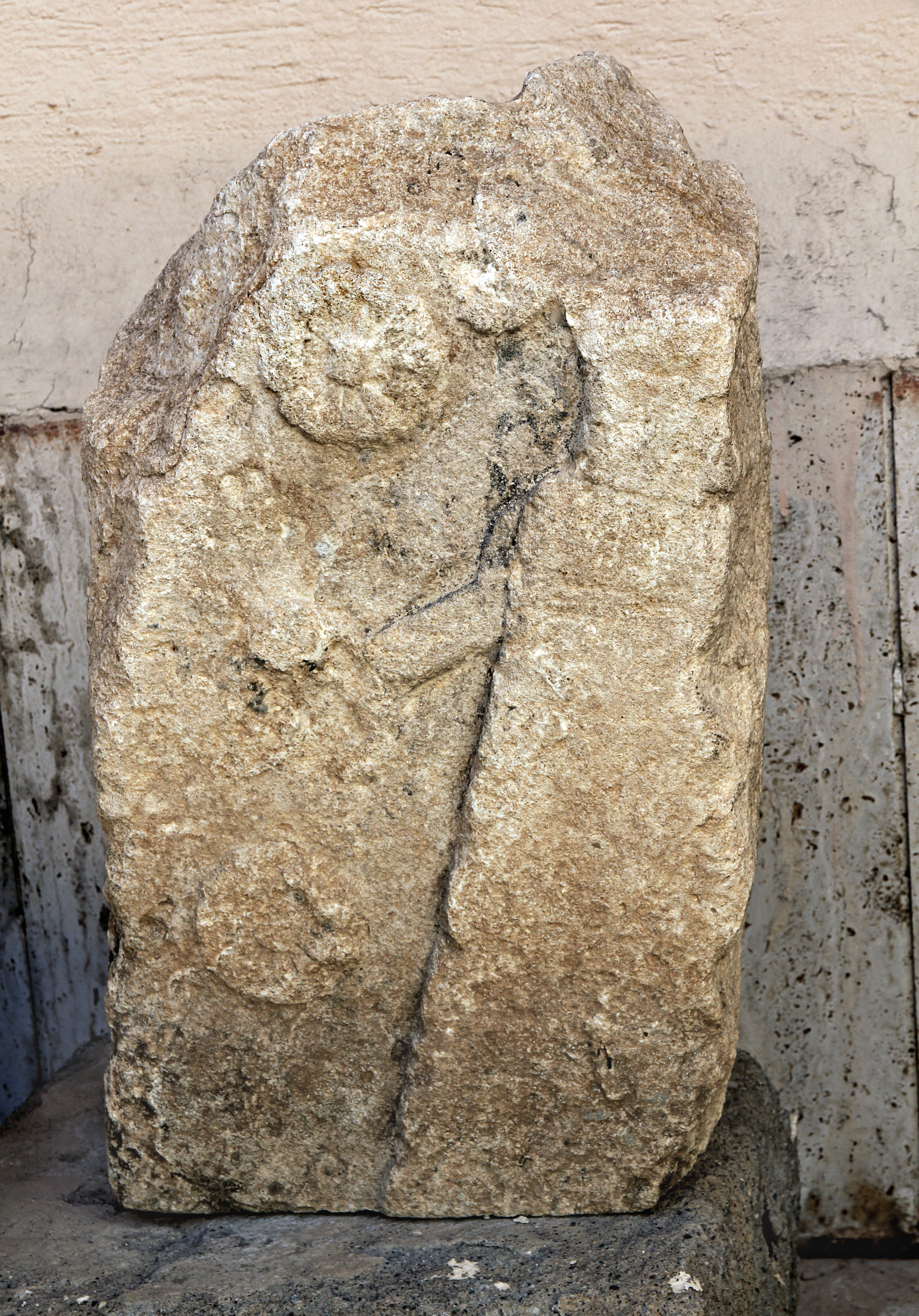
Oberteil

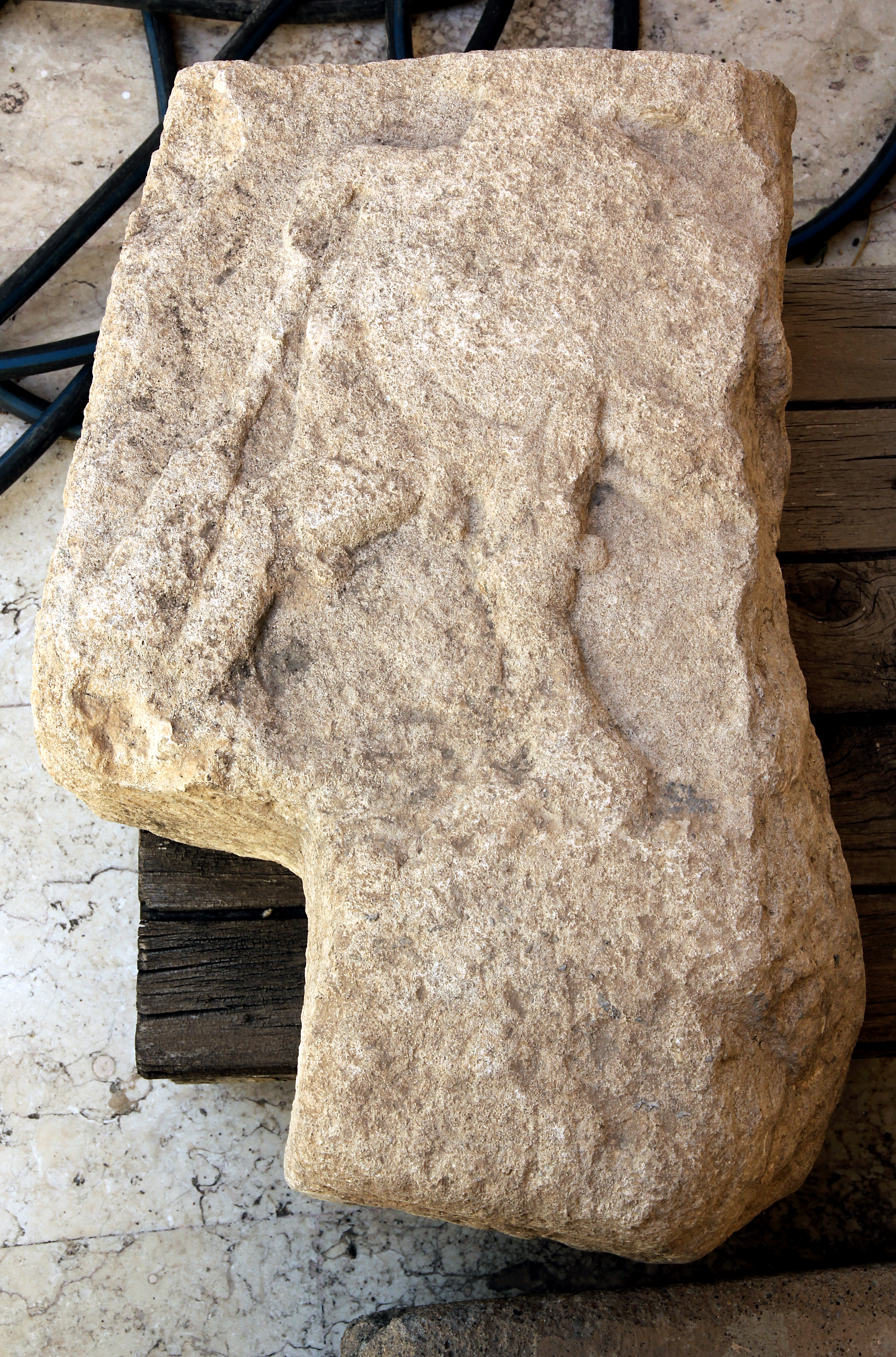
Unterteil

Die Stele Adıyaman 1 ist ein nur teilweise erhaltenes späthethitisches Monument aus der Umgebung von Adıyaman in der südöstlichen Türkei. Sie ist im Archäologischen Museum Adıyaman ausgestellt und hat die Inventarnummer 493. Sie wurde von dem deutschen Althistoriker Friedrich Karl Dörner und dem britischen Hethitologen John David Hawkins im Sommer 1969 in der Bücherei von Adıyaman entdeckt. Genauere Informationen über Herkunft und Fundort sind nicht verfügbar.

## Beschreibung
Von der ursprünglichen Stele ist nur der linke untere Teil erhalten, der wiederum in zwei Hälften gebrochen und stark verwittert ist. Unten ist ein Zapfen für die Einfügung in eine Basis erhalten. Der Block ist aus Kalkstein und hat insgesamt eine Höhe von 0,90 und eine Breite von 0,30 Metern. Auf der Vorderseite ist ein auf einem Stier stehender Gott reliefiert. Durch die Beischrift wird er als der luwische Wettergott Tarḫunt identifiziert. Vom Stier ist nur der Hinterkörper erhalten, er ist in hohem Relief mit abgerundeten Kanten gearbeitet, an den Beinen sind Muskelstränge und Behaarung zu erkennen. Der Schwanz ist nicht zwischen die Beine geringelt, wie sonst bei späthethitischen Darstellungen, sondern hängt wie bei assyrischen Vorbildern gerade mit einem verbreiterten Ende herab. Vom Gott ist die Rückenpartie bis über die Hüfte erhalten, Kopf und Arme fehlen. Er trägt eine lange Robe, am Gürtel ein Schwert, dessen Ende hinter dem Körper hervorschaut. Ein Stück seines Zopfes ist noch an der Schulter sichtbar. Der freie Raum hinter der Figur ist in unüblicher Weise mit zwei Rosetten gefüllt. Nach Einschätzung des britischen Hethitologen John David Hawkins und des deutschen Archäologen Winfried Orthmann weisen der Gott, vor allem aber der Stier assyrische Einflüsse auf. Besonders die Haarlocken an den Knien und der Schwanz haben deutliche Parallelen in assyrischen Darstellungen.
Die Figur des auf einem Stier stehenden Gottes ist aus Kleinasien und Syrien bekannt und gilt als Vorläufer des römischen Soldatengottes Iupiter Dolichenus. Dessen Zentralheiligtum liegt in Doliche in Kommagene, sodass der vermutliche Fundort des Reliefs zum Ursprungsgebiet dieses Gottes gehört. Ähnliche Darstellungen finden sich bei einem Relief aus Djekke/Cekke in Syrien und dem des Wettergottes von Aleppo, beide im Nationalmuseum Aleppo. Reliefs von Jupiter Dolichenus wurden in Kommagene wenige gefunden, eines 2007 in Doliche selbst sowie 2001 ein Weihrelief in Perrhe, das ebenfalls im Museum von Adıyaman ausgestellt ist.
Die linke Schmalseite und die Rückseite der Stele sind mit einer vierzeiligen Inschrift in luwischen Hieroglyphen beschrieben. Laut Hawkins sind weniger als die Hälfte des Textes erhalten. Der lesbare Teil bildet das Ende des Textes und besteht aus der Weihung an den Wettergott Tarḫunz sowie der üblichen abschließenden Fluchformel, die denjenigen bedroht, der das Werk beschädigt. Der erste Teil, der eine Identifizierung des Erstellers liefern würde, fehlt, dennoch kann auf Grund des anzunehmenden Fundorts bei Adıyaman ein König von Kummuḫ als Autor des Textes angenommen werden. Kummuh war das späthethitische Königreich, das etwa dem späteren Kommagene entsprach. Orthmann datiert das Relief nach stilistischen Gesichtspunkten in die Periode Späthethitisch III, also etwa ins frühe 8. Jahrhundert v. Chr. Hawkins sieht sprachliche Entsprechungen und Ähnlichkeiten der Buchstabenformen zu den Inschriften von Boybeypınarı, die in die Regierungszeit von Suppiluliuma von 805 bis 773 v. Chr. datiert werden kann. 

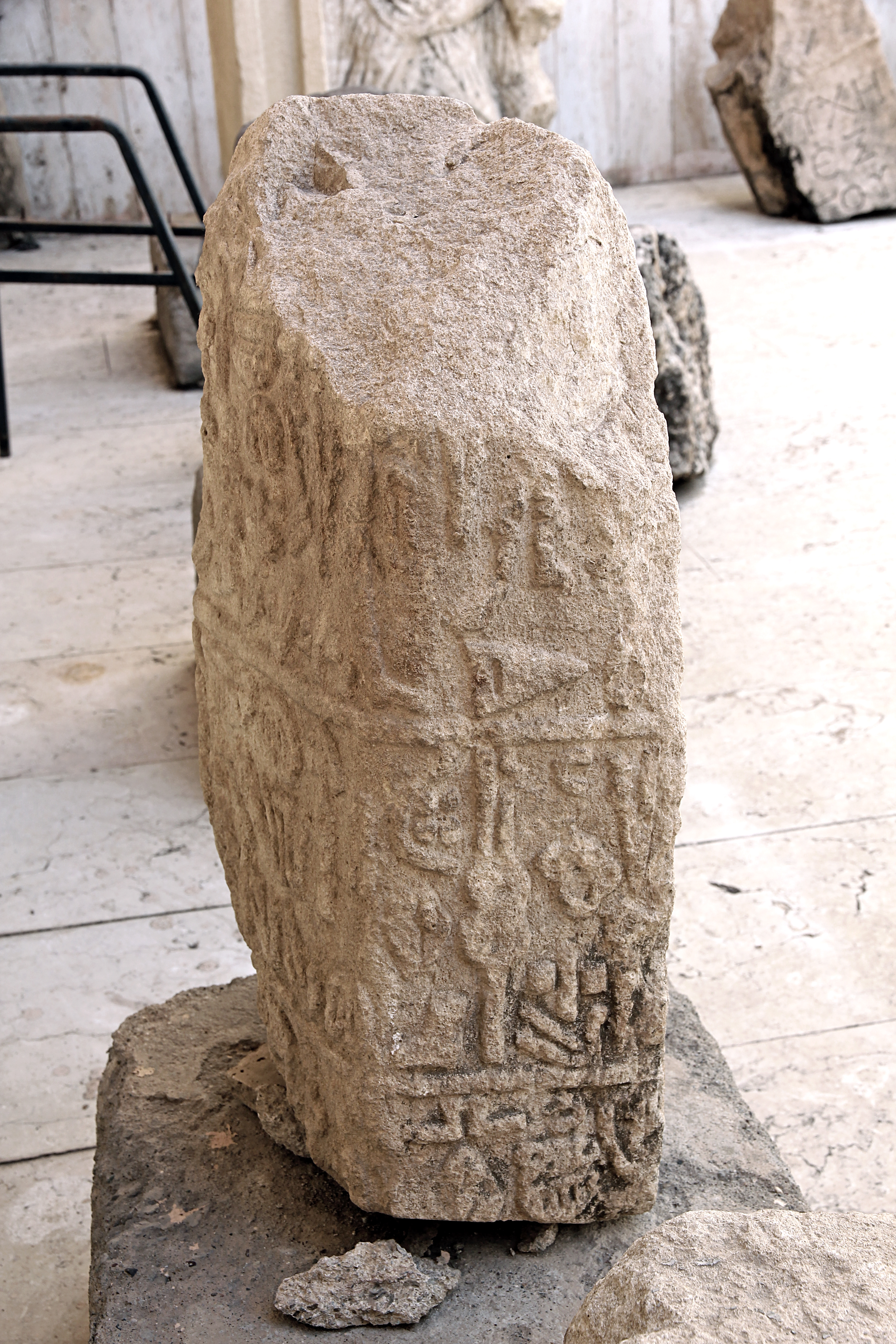
Oberteil, linke Seite und Rückseite
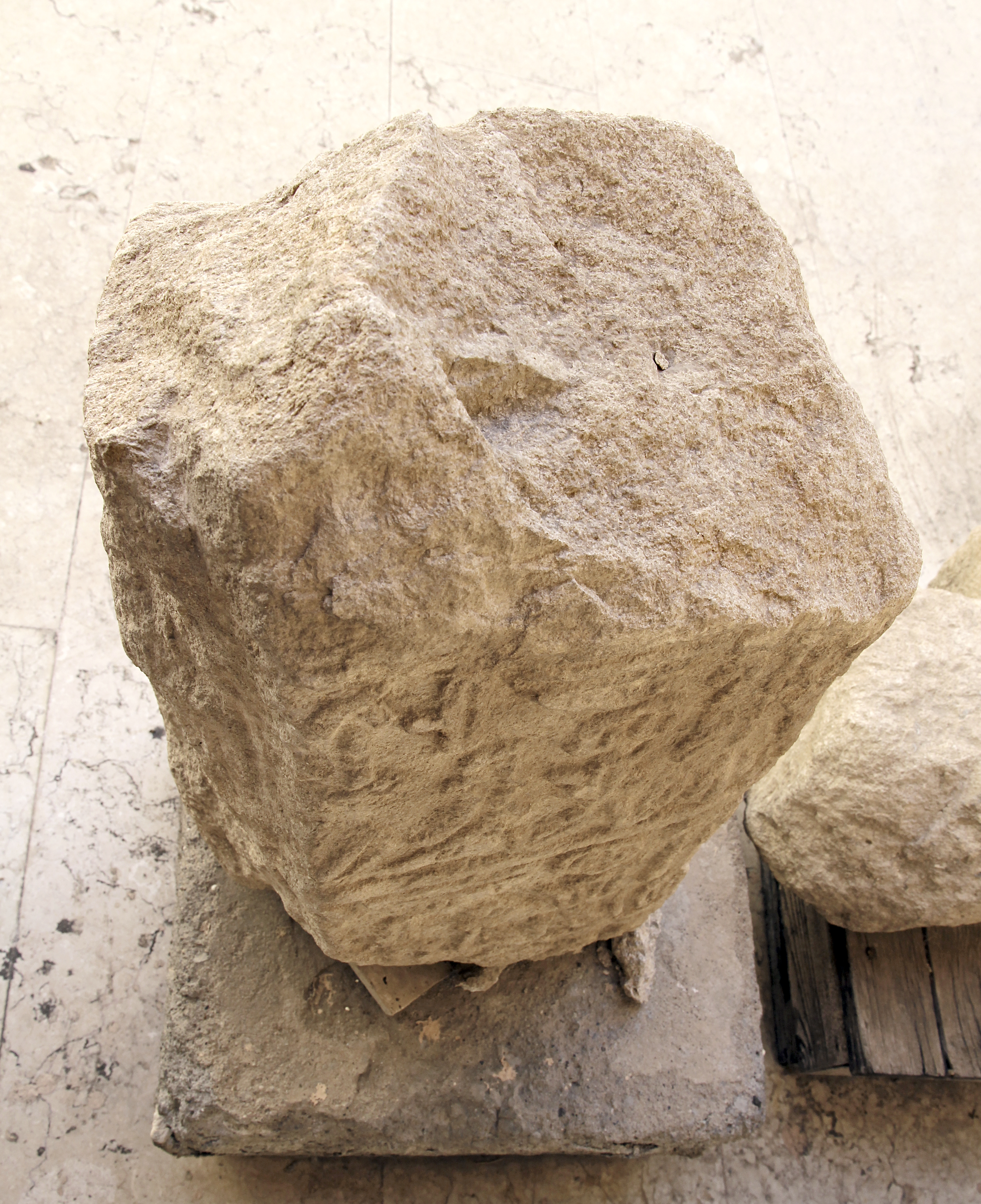
Oberteil Rückseite
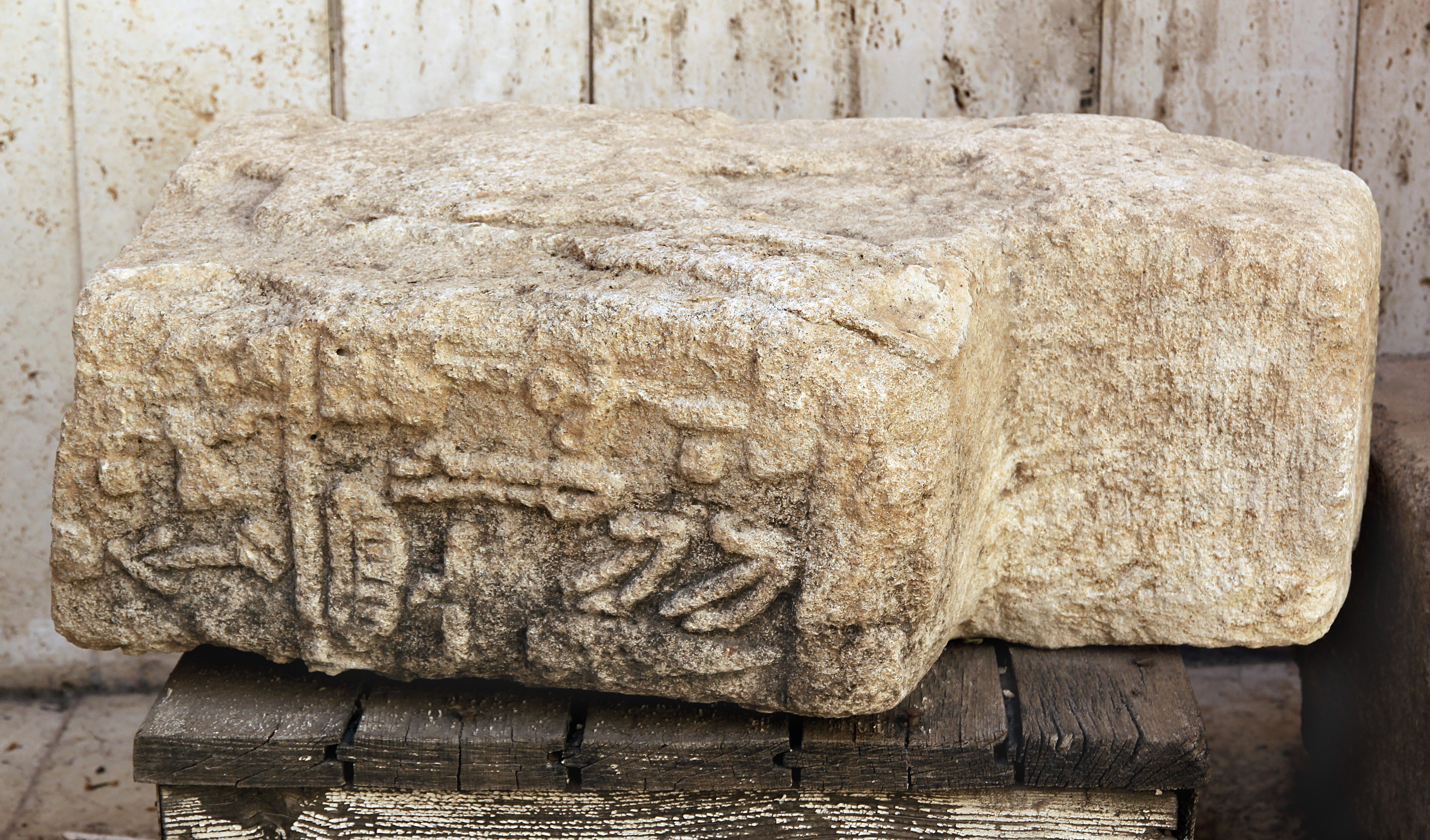
Unterteil, linke Seite